# Pauline Marois
Pauline Marois (Ciutat de Quebec, 29 de març de 1949) és una política quebequesa, membre del Parti Québécois. Des del 4 de setembre de 2012 fins a l'abril de 2014 fou la primera ministra del Quebec, i fou la primera dona que ocupà aquest càrrec.

## Biografia
Pauline Marois nasqué el 1949 al districte Limoilou de Quebec, filla de Grégoire Marois, un mecànic que treballava a International Harvester, empresa que es dedicava al manteniment de les màquines i dels camions a Quebec i de Marie-Paule Gingras, una mestra d'escola filla de pagesos. Pauline va ser la major dels cinc infants d'aquesta família modesta.
Començà els seus estudis a l'escola de Saint-Rédempteur, població veïna d'on vivia. Va ser una alumna seriosa i excellia en francès, història i geografia. El seu interés per la lectura es veié estimulat pels llibres que li foren regalats a conseqüència dels seus resultats de qualitat. El 1961, integrà el collège Jésus-Marie de Sillery, i hi seguí una carrera clàssica al bell mig dels fills de la burgesia quebequesa, i aleshores el xoc de cultures va colpir el seu esperit i orientaria la seva futura posició política. Es casà el 1969 amb Claude Blanchet, un empresari, que coneixia d'ençà que anava a l'institut.
Arran de la victòria a les eleccions generals del Partit Quebequès el 4 de setembre de 2012, accedí al càrrec de Primera Ministra, essent la primera dona a accedir a aquesta posició.
Sense una majoria estable, convocà eleccions per al 7 d'abril de 2014 i les perdé. Arran d'això, va dimitir com a líder del PQ. En el càrrec de primer ministre la substituí el liberal Philippe Couillard i Stéphane Bédard al capdavant del partit de manera interina.